# Toplik
Toplik je naseljeno mjesto u sastavu općine Istočno Novo Sarajevo, Republika Srpska, BiH.

## Povijest
Prvi apostolski vikar u Bosni biskup fra Mate Delivić u svome izvješću iz 1737. godine naveo je mjesto Toplik u župi Sarajevo, s 4 katoličke kuće i 15 katolika.

## Stanovništvo
| Toplik             |              |              |              |
| godina popisa      | 1991.        | 1981.        | 1971.        |
| Srbi               | 494 (96,67%) | 526 (95,98%) | 487 (95,30%) |
| Muslimani          | 8 (1,56%)    | 0            | 5 (0,97%)    |
| Hrvati             | 2 (0,39%)    | 2 (0,36%)    | 4 (0,78%)    |
| Jugoslaveni        | 4 (0,78%)    | 15 (2,73%)   | 1 (0,19%)    |
| ostali i nepoznato | 3 (0,58%)    | 5 (0,91%)    | 14 (2,73%)   |
| ukupno             | 511          | 548          | 511          |